# Fred Eggan
Frederick Russell Eggan (1906-1991) est un anthropologue américain. 
Né à Seattle en 1906, il a fait ses études à l'université de Chicago. Il a consacré la plupart de ses travaux aux Indiens d'Amérique du Nord.

## Ouvrages
- Social Anthropology of North American Tribes, 1937 (rév. 1955)
- Social Organization of the Western Pueblos, 1950 (d'après sa thèse de 1933)
- The American Indian: Perspectives for the Study of Social Change, 1966